# Teddy Landau
Teddy Landau (* 31. srpna 1964 Los Angeles) je americký baskytarista.

## Kariéra
V devadesátých letech působil ve skupině The Raging Honkies. Se skupinou nahrál dvě alba: We Are the Best Band (1995) a Boner (1997). Rovněž byl členem kapely Burning Water. Kapela vydala jediné album, které dostalo název Burning Water (1993). V roce 2003 se stal členem doprovodné skupiny zpěvačky Michelle Branch. Roku 2006 hrál na albu Stand Still, Look Pretty, které zpěvačka vydala ve spolupráci s Jessicou Harp (duo vystupovalo pod názvem The Wreckers). Roku 2010 hrál na zpěvaččině EP nazvaném Everything Comes and Goes. V roce 2008 hrál na albu Emotional Remains zpěváka Richarda Marxe. Roku 2012 hrál v jedné písni z alba Organic Instrumentals od Michaela Landaua.

## Soukromý život
Jeho bratrem je kytarista Michael Landau.
V roce 2004 se v Mexiku oženil se zpěvačkou Michelle Branch. Landau je o devatenáct let starší než ona. Následujícího roku se jim narodila dcera Owen Isabelle. Dvojice spolu přestala žít v roce 2014. V únoru 2015 požádali o rozvod. Rozvod byl dokončen v listopadu toho roku.